# Astride Gneto

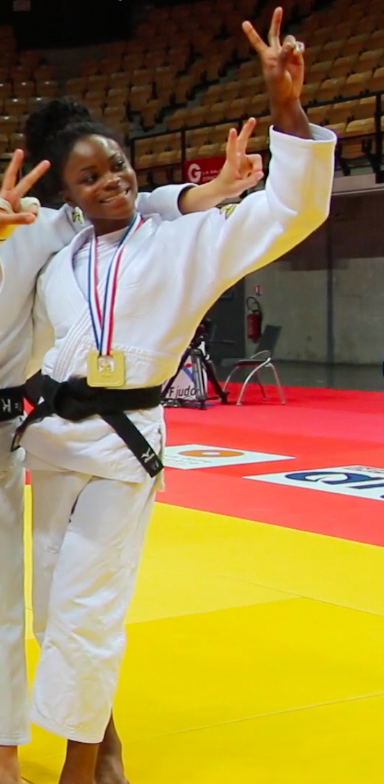
Astride Gneto (2019)

Astride Gneto (* 24. April 1996 in Yopougon, Elfenbeinküste) ist eine französische Judoka. Sie gewann zwei Grand-Slam-Turniere und 2018 eine Bronzemedaille bei den Mittelmeerspielen.

## Sportliche Karriere
Astride Gneto kämpft im Halbleichtgewicht, der Gewichtsklasse bis 52 Kilogramm. 2014 wurde sie Zweite der Junioreneuropameisterschaften und Dritte der Juniorenweltmeisterschaften. Im Jahr darauf siegte sie bei den Junioreneuropameisterschaften und wurde erneut Dritte der Juniorenweltmeisterschaften. 2016 belegte sie noch einmal den dritten Platz bei den Junioreneuropameisterschaften.
Im Herbst 2016 gewann Astride Gneto in Abu Dhabi ihr erstes Grand-Slam-Turnier. Kurz darauf wurde sie erstmals französische Landesmeisterin. 2018 belegte sie den dritten Platz bei den Mittelmeerspielen in Tarragona. 2019 schied sie bei den im Rahmen der Europaspiele 2019 in Minsk ausgetragenen Europameisterschaften im Achtelfinale gegen die Britin Chelsie Giles aus. Ende 2019 gewann sie ihren zweiten französischen Meistertitel.
Nach der Zwangspause wegen der COVID-19-Pandemie belegte sie bei den Europameisterschaften 2020 den siebten Platz. Bei den Weltmeisterschaften 2021 schied sie im Achtelfinale gegen die Belgierin Amber Ryheul aus. Ende 2021 gewann sie ihren dritten Landesmeistertitel. Im Februar 2022 siegte sie beim Judo-Grand-Slam-Turnier in Tel Aviv, fünf Jahre und vier Monate nach ihrem ersten Grand-Slam-Sieg in Abu Dhabi.
Astride Gneto ist die Tochter des ivorischen Fußballspielers Kpassagnon Gneto und die jüngere Schwester von Priscilla Gneto. Die beiden Schwestern gewannen 2018 beide eine Bronzemedaille bei den Mittelmeerspielen. 2022 siegten beide beim Grand Slam in Tel Aviv.